# Pięty
Pięty – wieś w Polsce położona w województwie świętokrzyskim, w powiecie skarżyskim, w gminie Bliżyn.
1 lutego 1944 Niemcy spacyfikowali wieś. Śmierć poniosło 7 osób.
W latach 1975–1998 miejscowość administracyjnie należała do województwa kieleckiego.
Wierni kościoła rzymskokatolickiego należą do parafii Parafia św. Rocha w Mroczkowie.